# Tony Lomo
Tony Lomo (geb. 17. Dezember 1983 in Takwa, Malaita) ist ein ehemaliger salomonischer Judoka. Er nahm an den Olympischen Sommerspielen 2012 in London teil.

## Sport
Lomo kämpfte bei den Olympischen Spielen in der Gewichtsklasse bis 60 kg Er wurde in der dritten Runde von Sofiane Milous besiegt. Er diente auch als Fahnenträger bei der Abschlusszeremonie.
Bei den Commonwealth Games 2014 in Glasgow verlor er gegen Razak Abugiri aus Ghana in der ersten Runde.